# Letonia en el Festival de la Canción de Eurovisión
Letonia debutó en el Festival de la Canción de Eurovisión en el año 2000, con el grupo Brainstorm, que consiguió el 3.ᵉʳ lugar. Desde entonces Letonia ha concursado un total de 21 ocasiones, alcanzando la final en 10 participaciones. Letonia ya ha ganado una vez el concurso, en su tercera participación en 2002 con Marie N y la canción pop con toques latinos «I Wanna» con 176 puntos. 
Si bien Letonia ya cuenta en su palmarés una victoria, de los tres países bálticos es el que menos apariciones en la final ha tenido, siendo eliminado en semifinales en 13 ocasiones, en cinco de ellas en último lugar. Por el lado positivo, Letonia se ha clasificado en tres ocasiones dentro del Top 5 y en cuatro dentro del Top 10. 
En total, el país ha recibido 971 puntos en finales y 1.035 en semifinales, promediando una puntuación de 97.10 puntos por final. Letonia mantiene un patrón similar al de su vecina Lituania, manteniendo un constante intercambio de puntos en las votaciones con los otros dos países bálticos, así mismo, suele otorgar altas puntuaciones a países de la esfera ex soviética como Rusia y Ucrania así como a Suecia. Por otro lado, Letonia suele beneficiarse de votos de países con diáspora letona: Irlanda, Reino Unido, Alemania y Noruega.

## Historia

### Década de los 2000: Debut y primeras participaciones
En sus primeros años en el concurso, consiguió buenos resultados: un tercer puesto en el año de su debut y una victoria en el 2002 con Marie N y «I Wanna». Curiosamente, Letonia no hubiera podido participar ese año de no haber sido por la retirada de Portugal.
En 2003, como anfitriones, no tuvieron mucho éxito con la canción «Welcome to Mars» de F.L.Y., que quedó en el vigesimocuarto lugar. En 2004, con el implemento de las semifinales, no consiguieron avanzar a la final, pero un año más tarde, en Kiev, pasaron por primera vez de la semifinal en el puesto 10 con 85 puntos. En la final alcanzaron el quinto puesto con 153 puntos con la canción «The War is Not Over».  
Desde entonces, el país comenzó a ver muy malos resultados en Eurovisión, quedando fuera de los diez primeros en las tres ediciones siguientes (2006, 2007 y 2008). A partir del festival de 2009, la situación de Letonia se agravó, pasando seis años consecutivos sin clasificar a la final, en tres de los cuales (2009, 2010 y 2013), quedó en el último lugar de su respectiva semifinal.  

### Década de los 2010
Debido a sus malos resultados, el país renovó en dos ocasiones su sistema de preselección para Eurovisión, llegando al actual Supernova. Durante la primera edición del programa, ganó la canción «Love Injected» de Aminata, la cual representó a Letonia en el festival de 2015, logrando clasificar al país por primera vez en seis años, tras quedar segunda en su semifinal con 155 puntos. Más tarde, lograría la sexta posición en la final, con un total de 186 puntos, siendo la canción más puntuada del país en su historia. Para el 2016, participó Justs  con «Heartbeat», un tema escrito por la exitosa anterior representante de Letonia. Por segundo año, el país avanzó a la final y terminó en el puesto 15 con 132 puntos. 

## Participaciones
Leyenda
     Ganador
     Segundo puesto
     Tercer puesto
     Cuarto o quinto puesto (Top 5)
     Último puesto
| Año  | Sede       | Artista            | Canción               | Final              | Pts.               | Semifinal               | Pts.                    |
| ---- | ---------- | ------------------ | --------------------- | ------------------ | ------------------ | ----------------------- | ----------------------- |
| 2000 | Estocolmo  | Brainstorm         | «My star»             | 3                  | 136                | No hubo semifinales     | No hubo semifinales     |
| 2001 | Copenhague | Arnis Mednis       | «Too much»            | 18                 | 16                 | No hubo semifinales     | No hubo semifinales     |
| 2002 | Tallin     | Marie N            | «I wanna»             | 1                  | 176                | No hubo semifinales     | No hubo semifinales     |
| 2003 | Riga       | F.L.Y.             | «Hello from Mars»     | 24                 | 5                  | No hubo semifinales     | No hubo semifinales     |
| 2004 | Estambul   | Fomins & Kleins    | «Dziesma par laimi»   | No se clasificó    | No se clasificó    | 17                      | 23                      |
| 2005 | Kiev       | Walters & Kazha    | «The war is not over» | 5                  | 153                | 10                      | 85                      |
| 2006 | Atenas     | Cosmos             | «I hear your heart»   | 17                 | 30                 | Top 11 del año anterior | Top 11 del año anterior |
| 2007 | Helsinki   | Bonaparti.lv       | «Questa notte»        | 16                 | 54                 | 5                       | 168                     |
| 2008 | Belgrado   | Pirates of the Sea | «Wolves of the sea»   | 12                 | 83                 | 6                       | 86                      |
| 2009 | Moscú      | Intars Busulis     | «Probka» (Пробка)     | No se clasificó    | No se clasificó    | 19                      | 7                       |
| 2010 | Oslo       | Aisha              | «What for?»           | No se clasificó    | No se clasificó    | 17                      | 11                      |
| 2011 | Düsseldorf | Musiqq             | «Angel in disguise»   | No se clasificó    | No se clasificó    | 17                      | 25                      |
| 2012 | Bakú       | Anmary             | «Beautiful song»      | No se clasificó    | No se clasificó    | 16                      | 17                      |
| 2013 | Malmö      | PeR                | «Here we go»          | No se clasificó    | No se clasificó    | 17                      | 13                      |
| 2014 | Copenhague | Aarzemnieki        | «Cake to bake»        | No se clasificó    | No se clasificó    | 13                      | 33                      |
| 2015 | Viena      | Aminata            | «Love Injected»       | 6                  | 186                | 2                       | 155                     |
| 2016 | Estocolmo  | Justs              | «Heartbeat»           | 15                 | 132                | 8                       | 132                     |
| 2017 | Kiev       | Triana Park        | «Line»                | No se clasificó    | No se clasificó    | 18                      | 21                      |
| 2018 | Lisboa     | Laura Rizzotto     | «Funny girl»          | No se clasificó    | No se clasificó    | 12                      | 106                     |
| 2019 | Tel Aviv   | Carousel           | «That night»          | No se clasificó    | No se clasificó    | 15                      | 50                      |
| 2020 | Róterdam   | Samanta Tīna       | «Still breathing»     | Festival cancelado | Festival cancelado | Festival cancelado      | Festival cancelado      |
| 2021 | Róterdam   | Samanta Tīna       | «The moon is rising»  | No se clasificó    | No se clasificó    | 17                      | 14                      |
| 2022 | Turín      | Citi Zēni          | «Eat your salad»      | No se clasificó    | No se clasificó    | 14                      | 55                      |
| 2023 | Liverpool  | Sudden Lights      | «Aijā»                | No se clasificó    | No se clasificó    | 11                      | 34                      |
| 2024 | Malmö      | Dons               | «Hollow»              | 16                 | 64                 | 7                       | 72                      |
| 2025 | Basilea    | Tautumeitas        | «Bur man laimi»       | 13                 | 158                | 2                       | 130                     |

## Festivales organizados en Letonia
| Edición                                   | Ciudad sede | Localización | Presentandores                  |
| ----------------------------------------- | ----------- | ------------ | ------------------------------- |
| Festival de la Canción de Eurovisión 2003 | Riga        | Skonto Hall  | Marija Naumova y Renārs Kaupers |

## Votación de Letonia
Hasta 2025, la votación de Letonia ha sido:
| Más puntos otorgados solo en la gran final | Más puntos otorgados solo en la gran final | Más puntos otorgados solo en la gran final |
| Pos.                                       | País                                       | Puntos                                     |
| ------------------------------------------ | ------------------------------------------ | ------------------------------------------ |
| 1                                          | Rusia                                      | 175                                        |
| 2                                          | Ucrania                                    | 168                                        |
| 3                                          | Lituania                                   | 161                                        |
| 4                                          | Estonia                                    | 156                                        |
| 4                                          | Suecia                                     | 156                                        |

| Más puntos otorgados en semifinales y final | Más puntos otorgados en semifinales y final | Más puntos otorgados en semifinales y final |
| Pos.                                        | País                                        | Puntos                                      |
| ------------------------------------------- | ------------------------------------------- | ------------------------------------------- |
| 1                                           | Lituania                                    | 277                                         |
| 2                                           | Estonia                                     | 266                                         |
| 3                                           | Ucrania                                     | 260                                         |
| 4                                           | Rusia                                       | 240                                         |
| 5                                           | Suecia                                      | 239                                         |

| Más puntos recibidos solo en la final | Más puntos recibidos solo en la final | Más puntos recibidos solo en la final |
| Pos.                                  | País                                  | Puntos                                |
| ------------------------------------- | ------------------------------------- | ------------------------------------- |
| 1                                     | Lituania                              | 119                                   |
| 2                                     | Estonia                               | 103                                   |
| 3                                     | Irlanda                               | 74                                    |
| 4                                     | Reino Unido                           | 69                                    |
| 5                                     | Dinamarca                             | 51                                    |

| Más puntos recibidos en semifinales y final | Más puntos recibidos en semifinales y final | Más puntos recibidos en semifinales y final |
| Pos.                                        | País                                        | Puntos                                      |
| ------------------------------------------- | ------------------------------------------- | ------------------------------------------- |
| 1                                           | Lituania                                    | 241                                         |
| 2                                           | Estonia                                     | 164                                         |
| 3                                           | Irlanda                                     | 142                                         |
| 4                                           | Reino Unido                                 | 116                                         |
| 5                                           | Dinamarca                                   | 106                                         |

## 12 puntos
- Letonia ha dado 12 puntos a:

### Final (2000 - 2003)
| Año  | País      |
| ---- | --------- |
| 2000 | Dinamarca |
| 2001 | Estonia   |
| 2002 | Estonia   |
| 2003 | Rusia     |

| Año  | País     | Año  | País         |
| ---- | -------- | ---- | ------------ |
| 2004 | Estonia  | 2010 | Estonia      |
| 2005 | Estonia  | 2011 | Dinamarca    |
| 2006 | Rusia    | 2012 | Rusia        |
| 2007 | Estonia  | 2013 | Rusia        |
| 2008 | Lituania | 2014 | Países Bajos |
| 2009 | Estonia  | 2015 | Suecia       |

| Año  | Jurado     | Televoto  |
| ---- | ---------- | --------- |
| 2016 | Lituania   | Ucrania   |
| 2017 | Portugal   | Portugal  |
| 2018 | Australia  | Rusia     |
| 2019 | Suecia     | Rusia     |
| 2021 | Islandia   | Moldavia  |
| 2022 | Ucrania    | Ucrania   |
| 2023 | Sin jurado | Finlandia |
| 2024 | Sin jurado | Estonia   |
| 2025 | Sin jurado | Lituania  |

| Año  | País    | Año  | País         |
| ---- | ------- | ---- | ------------ |
| 2004 | Ucrania | 2010 | Alemania     |
| 2005 | Suiza   | 2011 | Italia       |
| 2006 | Rusia   | 2012 | Suecia       |
| 2007 | Ucrania | 2013 | Rusia        |
| 2008 | Rusia   | 2014 | Países Bajos |
| 2009 | Noruega | 2015 | Suecia       |

| Año  | Jurado       | Televoto  |
| ---- | ------------ | --------- |
| 2016 | Ucrania      | Rusia     |
| 2017 | Portugal     | Bélgica   |
| 2018 | Suecia       | Lituania  |
| 2019 | Países Bajos | Rusia     |
| 2021 | Suiza        | Lituania  |
| 2022 | Ucrania      | Ucrania   |
| 2023 | Estonia      | Finlandia |
| 2024 | Suiza        | Estonia   |
| 2025 | Austria      | Estonia   |

## Galería de imágenes
|                              |
| Bonaparti en Helsinki (2007) |

|                                       |
| Pirates of the Sea en Belgrado (2008) |

|                      |
| Aisha in Oslo (2010) |

|                             |
| Musiqq en Düsseldorf (2011) |

|                     |
| PeR en Malmö (2013) |

|                                  |
| Aarzemnieki en Copenhague (2014) |

|                         |
| Aminata en Viena (2015) |

|                           |
| Justs en Estocolmo (2016) |

|                            |
| Triana Park en Kiev (2017) |

|                                 |
| Laura Rizzotto en Lisboa (2018) |

|                          |
| Citi Zēni en Turín(2022) |

|                                   |
| Sudden Lights en Liverpool (2023) |

|                      |
| Dons en Malmö (2024) |

- Datos: Q507221
- Multimedia: Latvia in the Eurovision Song Contest / Q507221